# 科莱帕索
科莱帕索（義大利語：Collepasso），是意大利莱切省的一个市镇。总面积12平方公里，人口6478人，人口密度539.8人/平方公里（2009年）。ISTAT代码为075021。